# Sifão do Canal do Alviela

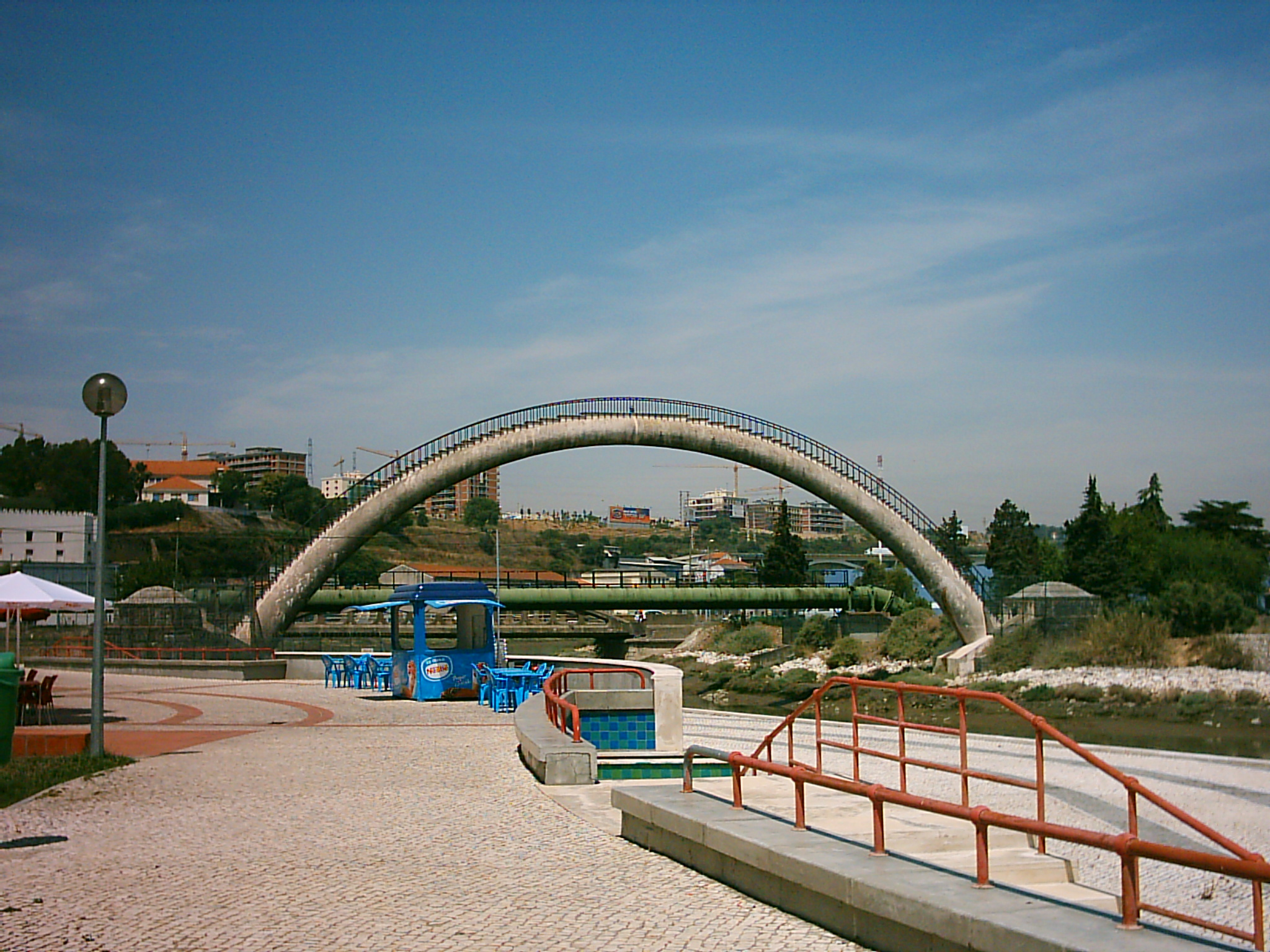
O Sifão do Canal do Alviela (ou do Tejo), um dos cartões de visita da cidade de Sacavém.

O Sifão do Canal do Alviela ou Arco do Canal do Alviela (também chamado Sifão ou Arco do Canal do Tejo), em Sacavém, é uma estrutura de engenharia civil notável pela sua arquitectura, integrado no quadro do Aqueduto do Alviela, e destinado a abastecer, com as águas do Rio Alviela, a cidade de Lisboa e os municípios limítrofes.
O sifão, que constitui um dos ex-líbris da cidade de Sacavém, atravessa o Rio Trancão, a poucas centenas de metros da sua foz desaguar no vasto estuário do Tejo, descrevendo um arco de 45,5 metros de corda e 13,5 metros de flecha, situando-se defronte do Forte de Sacavém, nas proximidades da estação de caminhos-de-ferro que serve a cidade.

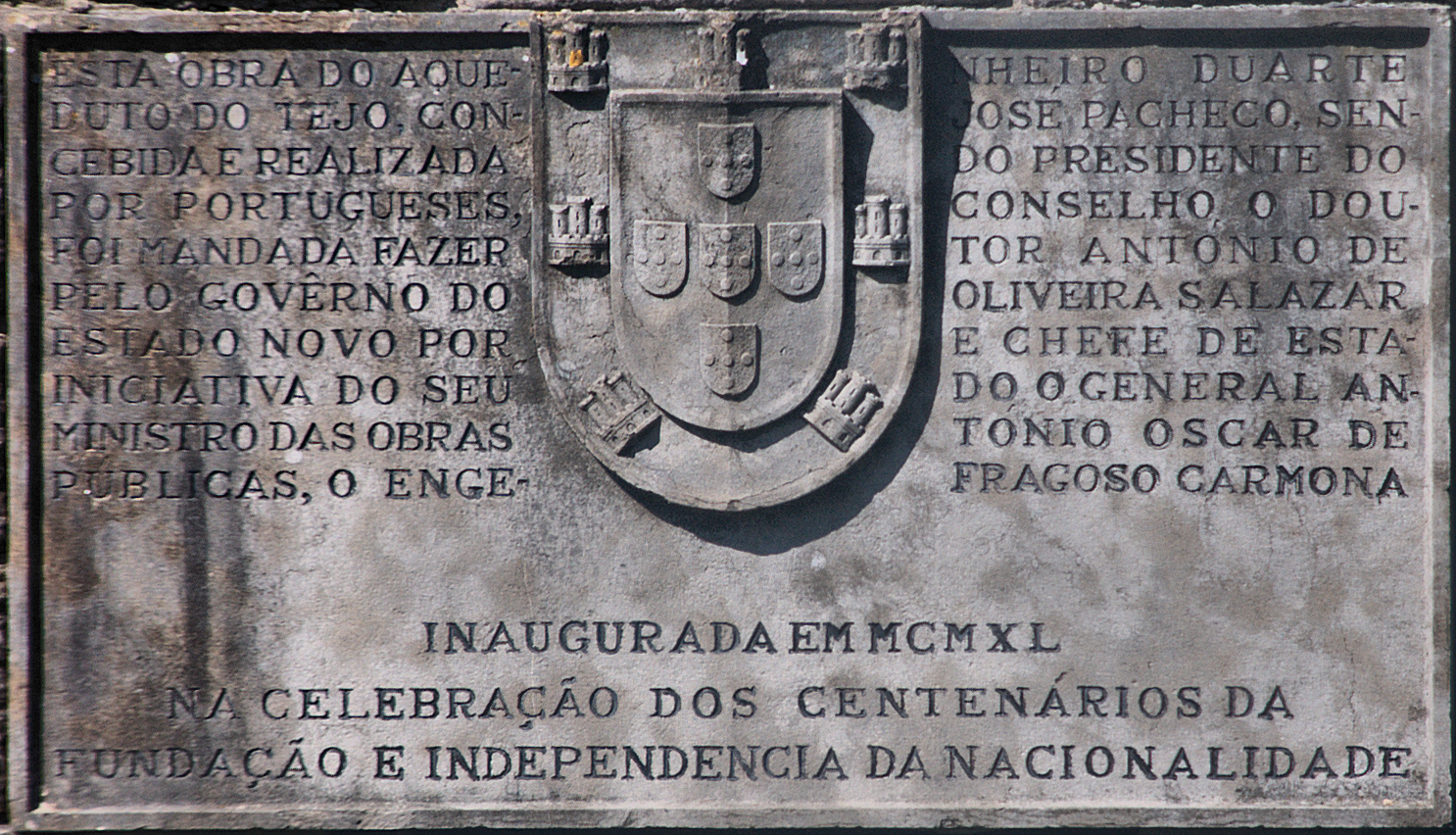
Placa alusiva colocada numa das extremidades.

Foi construído nos começos da década de 1880, quando o Alviela foi represado por forma a abastecer de água potável a capital.
A estrutura viria a sofrer obras de melhoramento durante o Estado Novo, num quadro de fomento das obras-públicas levado a cabo pelo titular do respectivo ministério (à data, o engenheiro Duarte Pacheco), tendo em inícios da década de 1940 sido colocadas, em cada um dos extremos do sifão, duas portentosas esculturas em betão armado, destinadas a servir de fontes, representando um aguadeiro de sete metros de altura, com um joelho assente no chão, a esvaziar um cântaro de água não menos colossal.

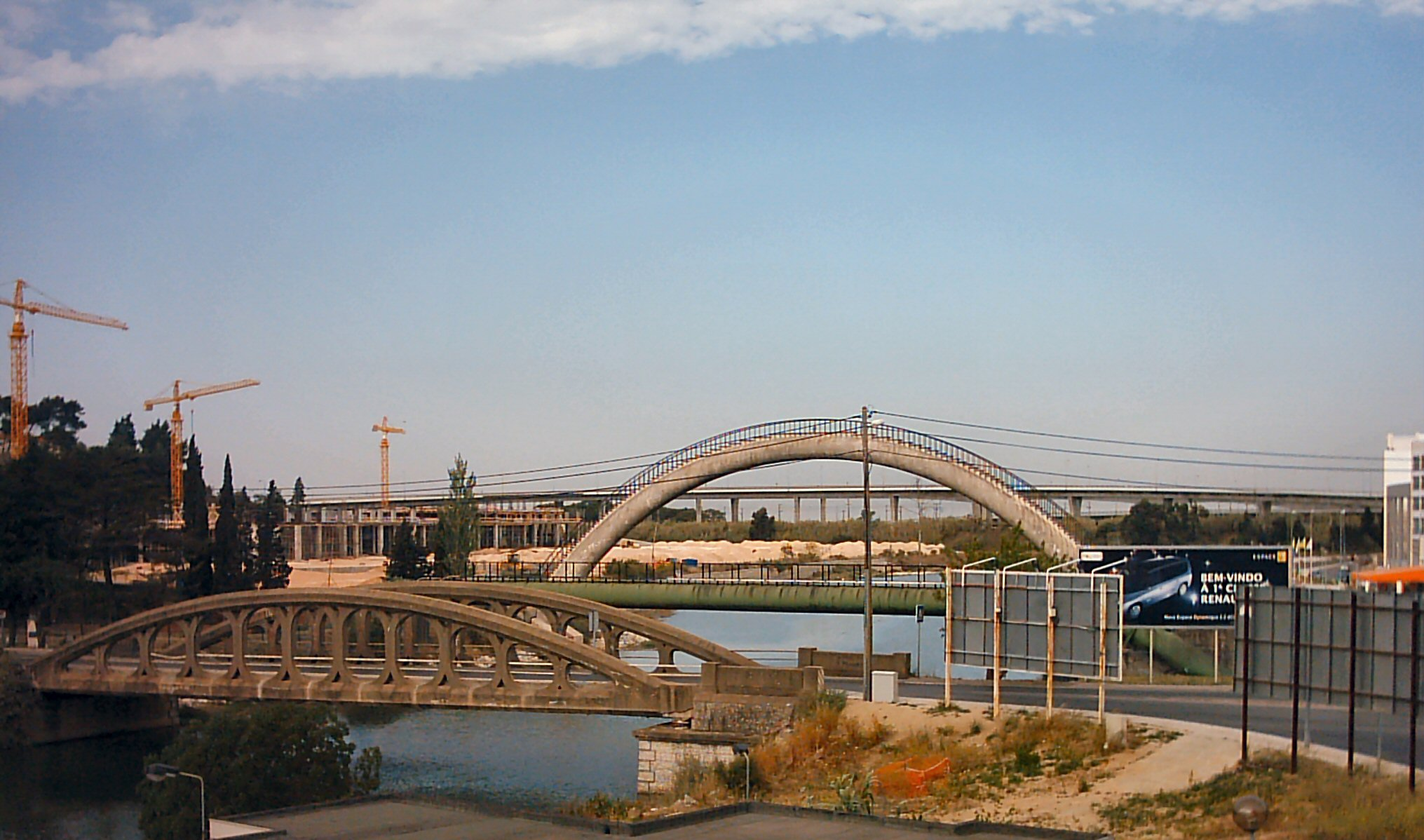
O sifão enquadrado junto à ponte sobre o Rio Trancão.

A obra foi confiada, de parceria, ao escultor Maximiano Alves e aos arquitectos Carlos e Guilherme Rebelo de Andrade; muito ao gosto da estética totalitária então vigente, a empreitada caracterizou-se pela sua monumentalidade e robusteza, reverenciando o corpo e o esforço físico, e destinava-se a representar, alegoricamente, o abastecimento de água à capital e a capacidade do homem de triunfar sobre a natureza que lhe era adversa.
Pouco tempo volvido, porém (finais de 1942), as estátuas foram apeadas e quebradas, pois as suas excessivas e desproporcionadas dimensões não se enquadravam na malha urbana — a transposição da ideia da maqueta para a realidade demonstrara não ter sido eficaz, já que se tornava impossível para o observador contemplar toda a grandiosidade das estátuas, devido à geografia do terreno envolvente.

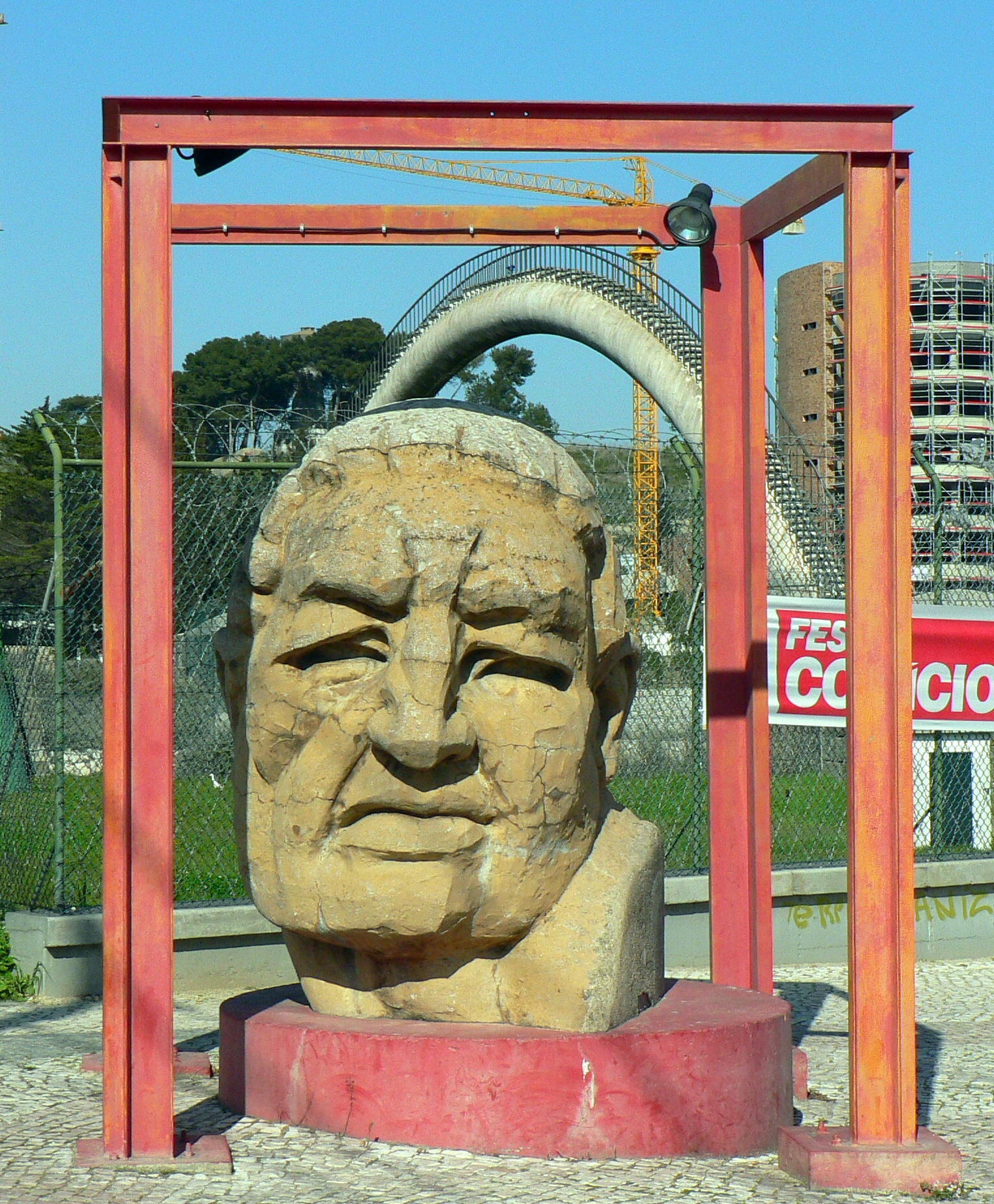
A cabeça do aguadeiro.

Os restos das estátuas ficaram armazenados no parque da EPAL, logo abaixo do sifão, e aí permaneceram durante décadas esquecidos, sujeitos à acção da natureza, que lhes abriu muitas fissuras. Em 1998, porém, uma das monumentais cabeças foi recuperada, no âmbito da requalificação do Rio Trancão, sendo enquadrada no interior de uma estrutura de arestas cúbicas, em metal colorido de vermelho, e colocada nas imediações do seu local original, junto à ponte sobre o Rio Trancão, na confluência da Praça da República com a Estrada Nacional 10, como que a saudar os automobilistas que diariamente atravessam a dita ponte, para entrar e/ou sair da cidade.
O conjunto do sifão e da monumental cabeça faz parte do património da Empresa Portuguesa de Águas Livres.